# South Havra
South Havra es una de las islas Scalloway, pertenecientes al archipiélago de las islas Shetland, en Escocia. La isla permanece deshabitada desde 1923. Se encuentra ubicada al sur de Burra y al oeste de la península meridional de la isla Mainland. 
La isla cuenta con cuevas y arcos naturales, así como las ruinas de un molino desgranador de maíz.